# Villa del Sole
La Villa del Sole è una storica residenza eclettica di Sanremo in Italia.

## Storia
La villa venne costruita nel 1898 su progetto dell'architetto Pio Soli, il quale prese ispirazione da modelli decorativi già presenti in altre residenze della città, come la Villa Mi Sol e la Villa Bevilacqua Marsaglia, nonché dalle opere rivierasche del francese Charles Garnier.
Gli interni ed esterni dell'edificio, compreso l'ampio parco della proprietà, furono curati con grande dedizione dai decoratori stuccatori Luca Casella e Giovanni Bagliani.
Dopo essere appartenuta alla signora Teodolinda Rebuffini Tomba ai primi del Novecento, la villa rimase per molti anni proprietà del duca Pietro d'Acquarone, che ricoprì la carica di ministro della Real Casa dal 1939 al 1944. La residenza venne frequentata saltuariamente anche dalla regina Elena durante i suoi soggiorni a Sanremo.
La proprietà è gestita dal 1973 dalle Suore oblate del Sacro Cuore di Gesù.

## Descrizione
La villa presenta le caratteristiche tipiche dello stile Secondo Impero, quale, ad esempio, il piano mansardato.

## Galleria d'immagini

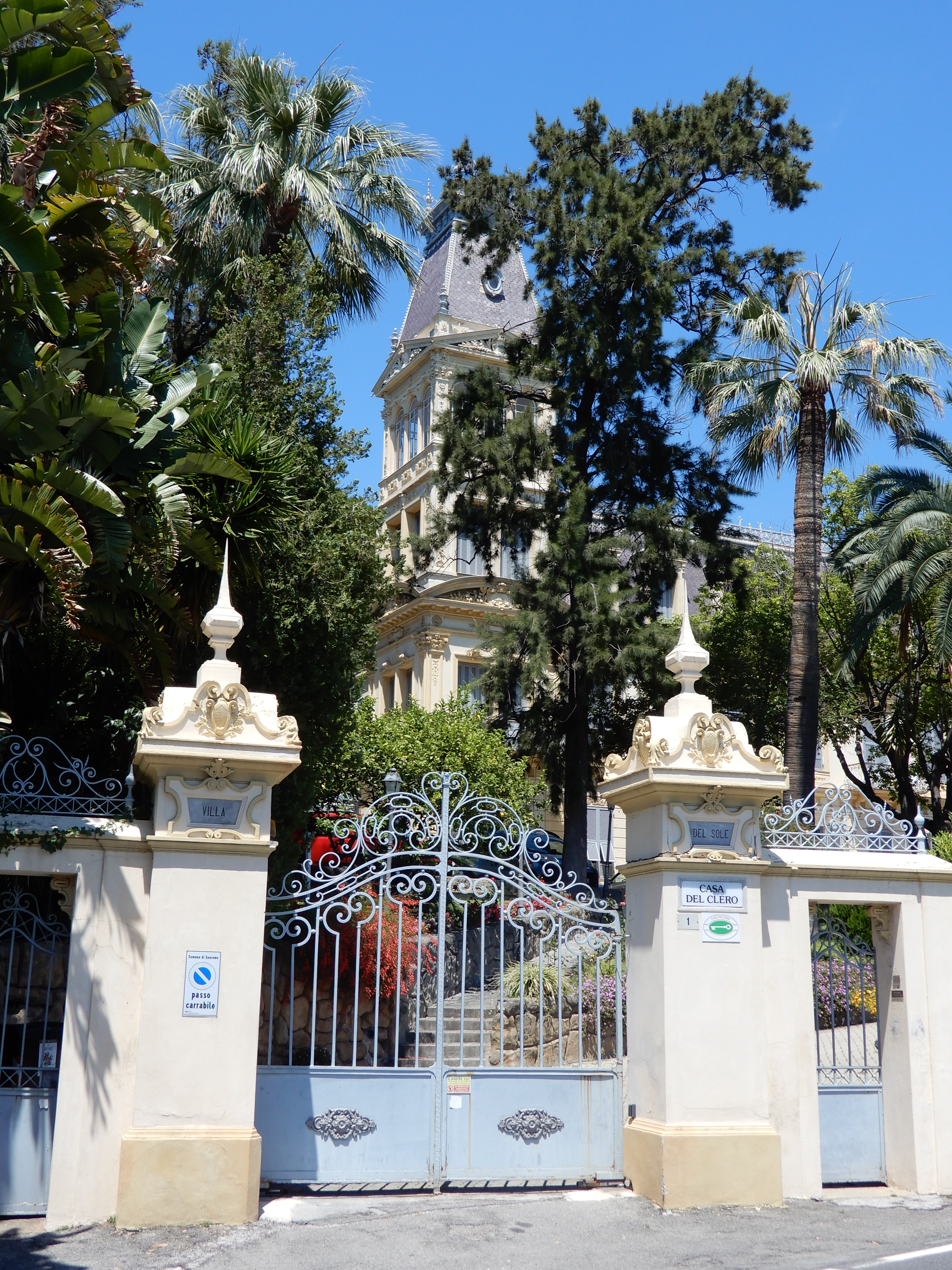
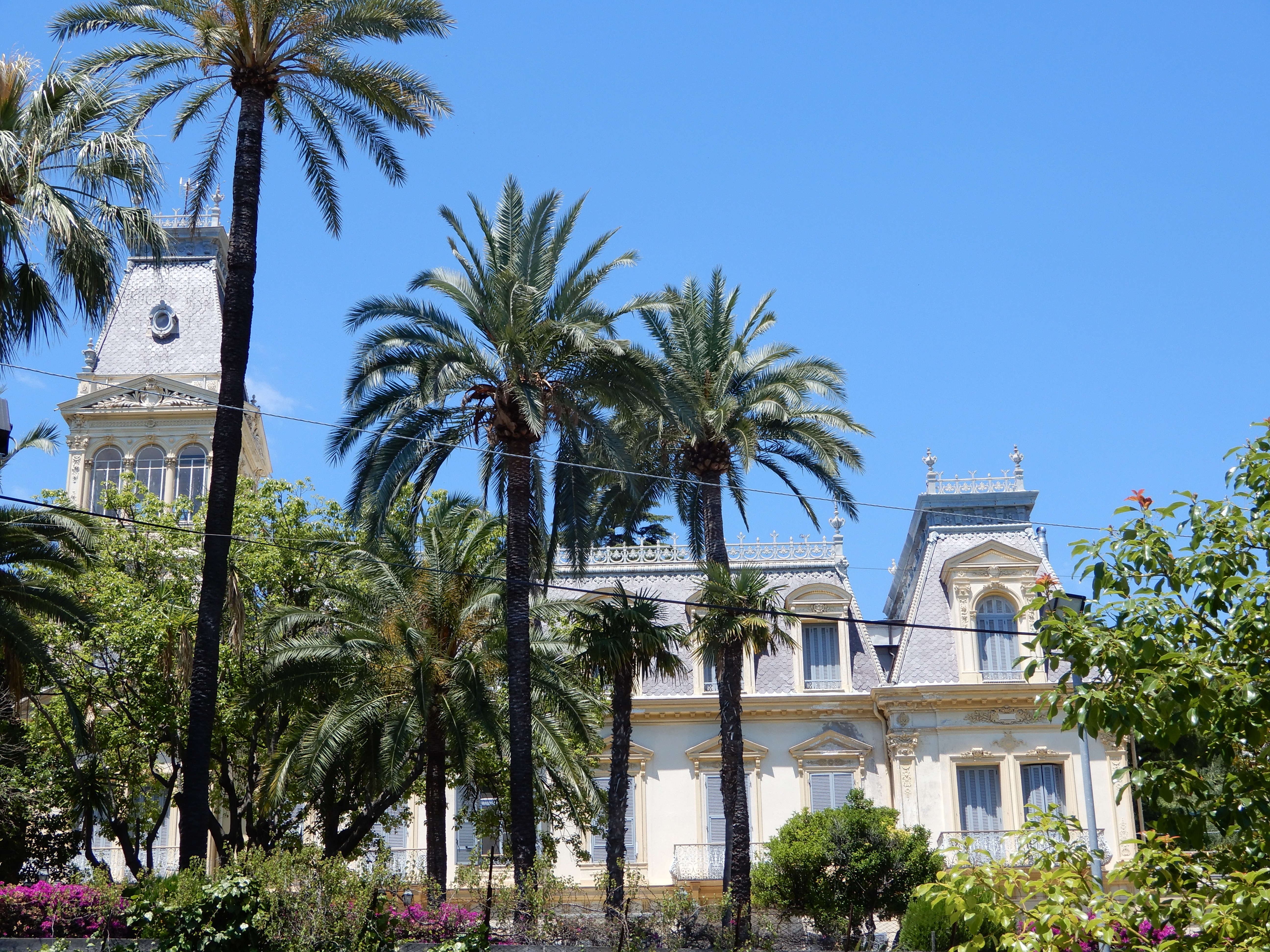
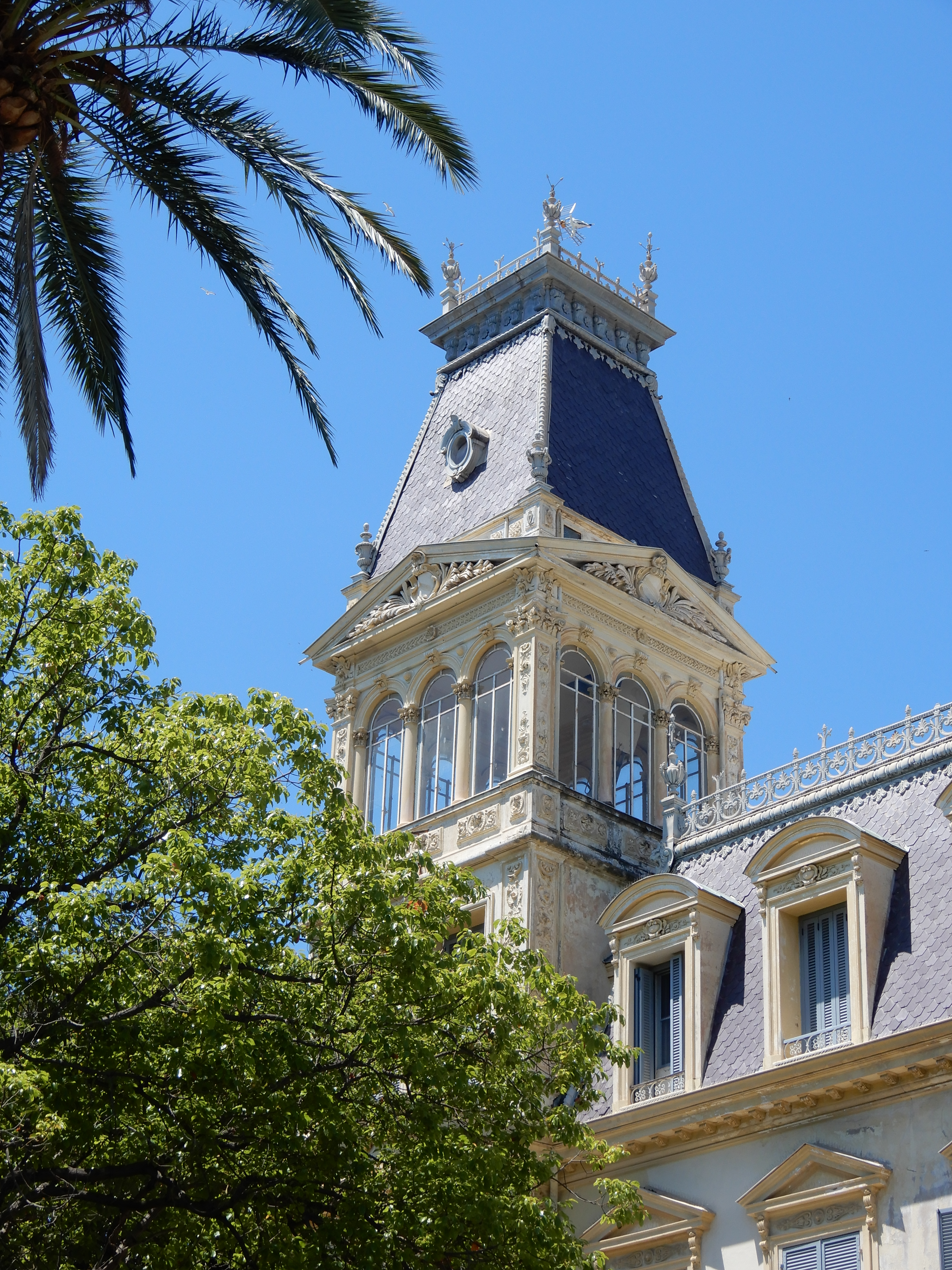